# Черталык
Черталы́к — река в России, протекает в Оренбургской области (небольшой участок — по границе с Самарской областью). Впадает в реку Боровка. Длина Черталыка составляет 26 км. Название переводят с тюркских языков (есть соответствия в татарском, башкирском языках) как «Щучья».

## Селения
- село Могутово (Бузулукский район);
- село Черталык (Бузулукский район);
- посёлок Комсомольский (Борский район Самарской области).

## Данные водного реестра
По данным государственного водного реестра России, Черталык относится к Нижневолжскому бассейновому округу. Водохозяйственный участок реки — Самара от водомерного поста у села Елшанка до города Самара (выше города), без реки Большой Кинель. Речного подбассейна Черталык не имеет, а его речной бассейн — Волга от верховий Куйбышевского водохранилища до впадения в Каспий.
Код объекта в государственном водном реестре — 11010001112112100007521.